# 湖南茶藨子
湖南茶藨子（学名：Ribes hunanense）为虎耳草科茶藨子属下的一个种。

## 扩展阅读
- 維基物種上的相關：湖南茶藨子